# Ice Ice Baby
Ice Ice Baby is de bekendste single van rapper Vanilla Ice. Het nummer bevat een sample van Under Pressure, van Queen en David Bowie. Het nummer is geheel gemaakt op deze bekende baslijn. Het nummer werd de tweede rap single ooit die een nummer-1 hit werd in Amerika. Het nummer was genomineerd voor een Grammy Award voor Best Rap Solo Performance in 1991, maar verloor de strijd tegen U Can't Touch This van MC Hammer. In de Nederlandse Top 40 stond het nummer rond de jaarwisseling tussen 1990 en 1991 zes weken op nummer 1.
Er ontstond controverse rond Vanilla Ice toen hij beweerde geen rechten te hebben om Under Pressure te gebruiken in zijn nummer. Desondanks is er nooit een rechtszaak tegen de rapper geweest. David Bowie en de leden van Queen worden genoemd als de schrijvers van de muziek. Jaren later bracht dit nummer de rapper opnieuw problemen, toen Suge Knight van Death Row Records beweerde dat een vriend de teksten had geschreven. Vanilla Ice strooide met verwarring door onderscheid te maken tussen de teksten die getiteld waren onder 'Ice Eyes Baby' en deze van 'Ice Ice Baby'. Om de rechten voor het nummer te krijgen zou Knight Vanilla Ice naar men zegt aan zijn enkels over een balkon hebben gehangen. De rapper heeft dit gerucht zowel bekend als verworpen als onzin, ook heeft hij gezegd alleen rustig met Suge Knight te hebben gepraat over de rechten. Later heeft hij gezegd geen spijt te hebben van dit incident omdat het Snoop Dogg en 2Pac geholpen heeft zichzelf te ontwikkelen.

## Trivia
- Ondanks het succes van het nummer heeft rapper Eminem ooit gezegd dat hij door Ice Ice Baby bijna gestopt was met rappen. Maar waarschijnlijk had dat alleen als reden dat hij hiermee niet zo vaak meer vergeleken zou worden met Vanilla Ice (alle twee witte rappers).
- Mark Jonathan Davis (en niet Weird Al Yankovic zoals vaak wordt beweerd) maakte een parodie van het nummer: "Rice Rice Baby".
- Het nummer werd gebruikt bij een commercial van RTL 4, als aankondiging van hun programma Dancing on Ice.

## Hitnoteringen

### Nederlandse Top 40
| Hitnotering: 01-12-1990 t/m 02-03-1991 | Hitnotering: 01-12-1990 t/m 02-03-1991 | Hitnotering: 01-12-1990 t/m 02-03-1991 | Hitnotering: 01-12-1990 t/m 02-03-1991 | Hitnotering: 01-12-1990 t/m 02-03-1991 | Hitnotering: 01-12-1990 t/m 02-03-1991 | Hitnotering: 01-12-1990 t/m 02-03-1991 | Hitnotering: 01-12-1990 t/m 02-03-1991 | Hitnotering: 01-12-1990 t/m 02-03-1991 | Hitnotering: 01-12-1990 t/m 02-03-1991 | Hitnotering: 01-12-1990 t/m 02-03-1991 | Hitnotering: 01-12-1990 t/m 02-03-1991 | Hitnotering: 01-12-1990 t/m 02-03-1991 | Hitnotering: 01-12-1990 t/m 02-03-1991 | Hitnotering: 01-12-1990 t/m 02-03-1991 |
| Week                                   | 1                                      | 2                                      | 3                                      | 4                                      | 5                                      | 6                                      | 7                                      | 8                                      | 9                                      | 10                                     | 11                                     | 12                                     | 13                                     |                                        |
| -------------------------------------- | -------------------------------------- | -------------------------------------- | -------------------------------------- | -------------------------------------- | -------------------------------------- | -------------------------------------- | -------------------------------------- | -------------------------------------- | -------------------------------------- | -------------------------------------- | -------------------------------------- | -------------------------------------- | -------------------------------------- | -------------------------------------- |
| Nummer                                 | 22                                     | 6                                      | 2                                      | 1                                      | 1                                      | 1                                      | 1                                      | 1                                      | 1                                      | 4                                      | 9                                      | 19                                     | 36                                     | uit                                    |

### Nationale Top 100
| Hitnotering: 24-11-1990 t/m 23-03-1991 | Hitnotering: 24-11-1990 t/m 23-03-1991 | Hitnotering: 24-11-1990 t/m 23-03-1991 | Hitnotering: 24-11-1990 t/m 23-03-1991 | Hitnotering: 24-11-1990 t/m 23-03-1991 | Hitnotering: 24-11-1990 t/m 23-03-1991 | Hitnotering: 24-11-1990 t/m 23-03-1991 | Hitnotering: 24-11-1990 t/m 23-03-1991 | Hitnotering: 24-11-1990 t/m 23-03-1991 | Hitnotering: 24-11-1990 t/m 23-03-1991 | Hitnotering: 24-11-1990 t/m 23-03-1991 | Hitnotering: 24-11-1990 t/m 23-03-1991 | Hitnotering: 24-11-1990 t/m 23-03-1991 | Hitnotering: 24-11-1990 t/m 23-03-1991 | Hitnotering: 24-11-1990 t/m 23-03-1991 | Hitnotering: 24-11-1990 t/m 23-03-1991 | Hitnotering: 24-11-1990 t/m 23-03-1991 | Hitnotering: 24-11-1990 t/m 23-03-1991 | Hitnotering: 24-11-1990 t/m 23-03-1991 |
| Week                                   | 1                                      | 2                                      | 3                                      | 4                                      | 5                                      | 6                                      | 7                                      | 8                                      | 9                                      | 10                                     | 11                                     | 12                                     | 13                                     | 14                                     | 15                                     | 16                                     | 17                                     |                                        |
| -------------------------------------- | -------------------------------------- | -------------------------------------- | -------------------------------------- | -------------------------------------- | -------------------------------------- | -------------------------------------- | -------------------------------------- | -------------------------------------- | -------------------------------------- | -------------------------------------- | -------------------------------------- | -------------------------------------- | -------------------------------------- | -------------------------------------- | -------------------------------------- | -------------------------------------- | -------------------------------------- | -------------------------------------- |
| Nummer                                 | 88                                     | 49                                     | 11                                     | 2                                      | 1                                      | 1                                      | 1                                      | 1                                      | 1                                      | 1                                      | 3                                      | 8                                      | 19                                     | 28                                     | 44                                     | 53                                     | 71                                     | uit                                    |